# Aspalathus capensis
Aspalathus capensis är en ärtväxtart som först beskrevs av Wilhelm Gerhard Walpers, och fick sitt nu gällande namn av Rolf Martin Theodor Dahlgren. Aspalathus capensis ingår i släktet Aspalathus och familjen ärtväxter. Inga underarter finns listade i Catalogue of Life.